# Hochland-Fächerschwanz
Der Hochland-Fächerschwanz (Rhipidura albolimbata), auch Graubauch-Fächerschwanz genannt, ist eine Vogelart aus der Familie der Fächerschwänze (Rhiipiduridae). Er kommt ausschließlich in Neuguinea vor. Wie für Fächerschwänze charakteristisch, weist der Graubauch-Fächerschwanz ein langes Schwanzgefieder auf, das weit aufgefächert werden kann.
Die Bestandssituation des Hochland-Fächerschwanzes wird von der IUCN als nicht gefährdet (least concern) eingestuft.

## Merkmale
Der Hochland-Fächerschwanz erreicht eine Körperlänge von 14 bis 15 Zentimeter. Sie wiegen zwischen 9 und 11 Gramm.
Beide Geschlechter haben eine überwiegend rußschwarzes Körperoberseite, die Gesichtsseiten sind etwas grauer und ein weißer Strich läuft von den Stirnseiten bis zum Scheitel. Die Flügel haben einen auffällig weißen Spiegel und das Schwanzgefieder weist weiße Spitzen auf. Die Körperunterseite hat einen helleren Grauton.
Jungvögel sind auf der Körperoberseite rötlichbraun gefleckt. Der Flügelspiegel und die Körperunterseite sind blass rotbraun.

## Stimme
Das Rufspektrum des Hochland-Fächerschwanzes ist groß. Die Rufe bestehen unter anderem aus einer Serie von 3 bis sieben hohen, staccato-artig vorgetragenen Pfiffen. Alternativ lässt er komplexe Variationen von an und abfallenden Pfiffen hören, die er mehrfach wiederholt.

## Verbreitungsgebiet, Unterarten und Lebensraum
Der Hochland-Fächerschwanz kommt in den Gebirgen von Neuguinea vor, das Verbreitungsgebiet zieht sich entsprechend disjunkt von der Ostspitze dieser nach Grönland größten Insel der Welt bis zum Vogelkop, einer Halbinsel im Westen von Neuguinea.
Inwieweit für den Hochland-Fächerschwanz Unterarten zu unterscheiden sind, ist strittig. Bruce Beehler und Kollegen stufen die Art als monotypisch ein und argumentieren, dass die Gefiederunterschiede und Größenunterschiede, die zwischen Individuen höherer und niedriger Höhenlagen zu beobachten sind, lediglich ein Ausdruck phänotypischer Plastizität sind. Das Handbook of the Birds of the World dagegen schließt nicht aus, dass eine Unterscheidung von zwei Unterarten berechtigt ist. Es unterscheidet die folgenden Unterarten:
- R. a. albolimbata Salvadori, 1874 – Gebirge im Nordwesten, Norden und Osten von Neuguinea.
- R. a. lorentzi van Oort, 1909 – Snow-Gebirge und zentrales Hochland von Neuguinea.

Der Lebensraum sind nahezu alle Bergwälder der Gebirge Neuguineas. Er kommt dort ab einer Höhenlage von 1750 Meter bis zur Baumgrenze vor. In den Gebirgen der zentralen Inselmitte ist er ein sehr häufiger und weit verbreiteter Vogel.

## Lebensweise
Der Hochland-Fächerschwanz lebt überwiegend einzel- oder paarweise. Er ist ein Insektenfresser, der seine Beutetiere häufig im Flug fängt, aber auch das Blattwerk nach ihnen durchsucht. Das Nest wird in niedriger Höhe im Schlingpflanzengewirr errichtet. Wie für Fächerschwänze charakteristisch ist es napfförmig und hat häufig ein schwanzförmiges Anhängsel. Die Gelegegröße ist bislang unbekannt.

## Trivia
- Der Hüttengärtner, eine laubenbauende Art aus der Familie der Laubenvögel, ahmt sehr häufig die Rufe des Hochland-Fächerschwanzes nach.[5]

## Einzelbelege
1. ↑   Pratt und Beehler: Birds of New Guinea. S. 467.
2. 1 2 3   Handbook of the Birds of the World zum Graubauch-Fächerschwanz, aufgerufen am 29. Juli 2017
3. ↑   Pratt und Beehler: Birds of New Guinea. S. 470.
4. 1 2 3   Beehler & Pratt: Birds of New Guinea; Distribution, Taxonomy, and Systematics. S. 411.
5. ↑   Clifford B. Frith, Dawn. W. Frith: The Bowerbirds – Ptilonorhynchidae. Oxford University Press, Oxford 2004, ISBN 0-19-854844-3. S. 293.